# Hornera rubeschi
Hornera rubeschi is een mosdiertjessoort uit de familie van de Horneridae. De wetenschappelijke naam van de soort is voor het eerst geldig gepubliceerd in 1848 door Reuss.